# The Cartoonstitute
A The Cartoonstitute a Micsoda rajzfilm!-hez hasonló tervezett Cartoon Network-rajzfilmsorozat volt, az alkotója Rob Sorcher volt. Mindössze 14 rész készült el belőle teljesen és ebből is csak két pilotból lett sorozat. E kettő a Parkműsor, illetve a Secret Mountain Fort Awesome és a Nagyfater bátyó próbarészei voltak. Amerikában nem került adásba a Cartoon Network-ön, de 2010. május 7-én a csatorna feltette a részeket a honlapjára.
A sorozatot Magyarországon még nem mutatták be.

## Epizódok
| Cím                                      | Alkotó                        | Későbbi sorozat                              | Megjegyzés                                                                                  |
| ---------------------------------------- | ----------------------------- | -------------------------------------------- | ------------------------------------------------------------------------------------------- |
| YES                                      | Dave Smith                    |                                              |                                                                                             |
| Meddlen Meddows                          | Chris Reccardi                |                                              |                                                                                             |
| Danger Planet                            | Derek Drymon                  |                                              |                                                                                             |
| Stockboys of The Apocalypse              | Derek Drymon                  |                                              |                                                                                             |
| Baloobaloob's Fun Park                   | Aaron Springer                |                                              |                                                                                             |
| Spleenstab                               | Mike Bell                     |                                              |                                                                                             |
| The Borneos                              | Chris Staples                 |                                              |                                                                                             |
| Le Door                                  | Matt Danner                   |                                              |                                                                                             |
| Maruined                                 | Genndy Tartakovsky            |                                              |                                                                                             |
| 3 Dog Band                               | Paul Rudish                   |                                              |                                                                                             |
| Joey to the World                        | Craig Kellman                 |                                              |                                                                                             |
| Regular Show                             | J. G. Quintel                 | Parkműsor                                    | Beépítve az Első nap a parkban (First Day) című részbe, így rendelkezik magyar szinkronnal. |
| Uncle Grandpa                            | Pete Browngardt               | Secret Mountain Fort Awesome Nagyfater bátyó |                                                                                             |
| The Awesome Chronicles of Manny and Khan | Joey Giardina, Josh Lieberman |                                              |                                                                                             |